# Maria Leopoldina de Áustria-Este
Maria Leopoldina de Áustria-Este (em italiano:  Maria Leopoldina d'Asburgo-Este; em alemão:  Maria Leopoldine von Österreich-Este; Milão, 10 de dezembro de 1776 — Wasserburg am Inn, 23 de junho de 1848), foi Princesa de Módena e Régio e Arquiduquesa da Áustria por nascimento e Eleitora Consorte da Baviera pelo seu primeiro casamento e Condessa de Arco pelo segundo casamento, respectivamente.

## Biografia

### Família
Maria Leopoldina era a quarta filha do arquiduque Fernando Carlos de Áustria-Este, regente do Ducado de Milão e herdeiro do Ducado de Módena e Régio; e de Maria Beatriz d'Este, soberana do Ducado de Massa e Carrara. Seus avós paternos foram o imperador Francisco I e a imperatriz Maria Teresa; e seus avós maternos foram o duque Hércules III de Módena e Maria Teresa Cybo-Malaspina, duquesa soberana de Ducado de Massa e Carrara.

### Primeiro casamento
Casou-se em agosto de 1795, contra a sua vontade, com o eleitor Carlos Teodoro da Baviera, 52 anos mais velho que ela. O casamento foi acordado na esperança de se gerar um herdeiro para a linha principal da Casa de Wittelsbach, mas a jovem arquiduquesa recusou-se a manter relações sexuais com o marido. Maria Leopoldina teve numerosos amantes, incluindo o e herdeiro presuntivo, Maximiliano do Palatinado-Zweibrücken e o conde Maximiliano de Montgelas.
Ela escandalizou seu marido e a côrte ao se aliar à Casa do Palatinado-Zweibrücken, constrastando com a aliança firmada entre Carlos Teodoro e a Casa de Habsburgo, da família de Maria Leopoldina. Quando Carlos Teodoro estava em seu leito de morte, em 1799, ela avisou seu herdeiro, o futuro Maximiliano I José da Baviera, para assegurar-lhe a sucessão e retirou-se para o Castelo de Berg, no lago Starnberger, onde ficou conhecida por seu estilo de vida excêntrico e por suas festas permissivas e debochadas. Ficou grávida e foi exilada temporariamente em Ljubljana, adquirindo mais tarde uma considerável fortuna, graças à gestão de suas propriedades em Stepperg.

### Segundo casamento e filhos

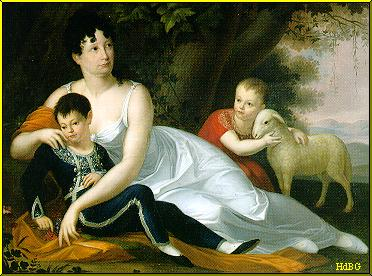
Maria Leopoldina, então condessa de Arco, com seus filhos Aloísio e Maximiliano

Contraiu segundas núpcias em Munique, em 14 de novembro de 1804, com o conde Luís de Arco. O casal teve três filhos:
- Aloísio Nicolau Ambrósio (1808-1891)
- Maximiliano José Bernardo (1811-1885)
- Carolina (1814-1815)

### Morte
Em 23 de junho de 1848, durante uma viagem entre Munique e Viena, a carruagem de Maria Leopoldina sofreu um grave acidente, matando-a aos 71 anos de idade. Seu corpo foi sepultado na cripta da Capela de St. Antoniberg em Stepperg, Baviera. Ela deixou aos seus filhos uma fortuna de 15 milhões de florins.